# ورزشگاه پارس
ورزشگاه پارس چهارمین ورزشگاه بزرگ ایران که در جنوب شهر شیراز، ایران قرار دارد. این ورزشگاه گنجایش ۵۰٬۰۰۰ تماشاگر را دارد.
با رفع نواقص ورزشگاه پارس از فصل ۰۵_۱۴۰۴ بازی‌های فجر سپاسی در این استادیوم برگزار می‌شود.

## تاریخچه
در سال ۱۳۷۶ ساخت این ورزشگاه  در جنوب شهر شیراز و در منطقه‌ای به نام میانرود شروع شد، در ابتدا بودجه‌ای بالغ بر ۶۰ میلیارد ریال برای ساخت ورزشگاه در نظر گرفته شد. ورزشگاه پارس در تاریخ ۳۱ فروردین ۱۳۹۶ توسط مسعود سلطانی‌فر وزیر ورزش و جوانان ایران افتتاح شد. این ورزشگاه چهارمین ورزشگاه بزرگ ایران است.

## ساختار و امکانات
- رمپ
- سقف پارچه‌ای
- گرمایش چمن
- پیست دو و میدانی
- ظرفیت بالا به میزان پنجاه هزار نفر
- محوطه سازی، زمین تنیس و…
- نور پردازی بدون دکل برق و قوی
- دسترسی به خط ۲ متروی شیراز